# Almuth Knigge
Almuth Knigge (* 3. Januar 1967 in Moers; † 18. Dezember 2017 in Bremen) war eine deutsche Journalistin, dabei zuletzt seit 2015 Landeskorrespondentin des Deutschlandradios für die Freie Hansestadt Bremen.
Knigge studierte Politologie, Geschichte und Germanistik auf der Philipps-Universität Marburg und der Universität Hamburg; ihre ersten berufliche Stationen waren beim Hamburger Abendblatt, bei tagesschau.de und beim Norddeutschen Rundfunk. Darüber hinaus arbeitete sie auch für eine Reihe von Verlagen, z. B. Bertelsmann in Gütersloh.
Seit 1994 arbeitete sie für das Deutschlandradio u. a. für DRadio Wissen: Von 2005 bis 2010 war sie in Schwerin Deutschlandradio-Landeskorrespondentin für Mecklenburg-Vorpommern.